# Savage (album Eurythmics)
Savage – album brytyjskiego zespołu Eurythmics, wydany w 1987 roku.

## Ogólne informacje
Po dwóch wcześniejszych, bardziej komercyjnych albumach, Eurythmics zdecydowali się przy płycie Savage na bardziej eksperymentalne brzmienie. Brzmieniowo płyta jest bliższa pierwszym, bardziej elektronicznym dokonaniom duetu. Przy nagraniach wykorzystano syntezator Synclavier. Teksty, napisane przez Annie Lennox, były bardziej kobiece niż w przypadku poprzednich albumów. Album ukazał się także w wersji video, na której znalazły się teledyski do piosenek z płyty.
Płyta Savage nie powtórzyła jednak sukcesu poprzednich albumów. Choć w Wielkiej Brytanii uzyskała status platynowej, dostając się do pierwszej dziesiątki, to w USA sprzedawała się bardzo słabo. Największym przebojem z tego albumu stał się singel „You Have Placed a Chill in My Heart”.
14 listopada 2005 wytwórnia Sony BMG wydała ekskluzywne reedycje ośmiu pierwszych albumów Eurythmics wzbogacone o dodatkowe utwory, w tym także Savage z nagraniami ze stron B singli oraz niepublikowanym wcześniej utworem.

## Lista utworów
1. „Beethoven (I Love to Listen to)” – 4:48
2. „I've Got a Lover (Back in Japan)” – 4:25
3. „Do You Want to Break Up?” – 3:38
4. „You Have Placed a Chill in My Heart” – 3:50
5. „Shame” – 4:23
6. „Savage” – 4:10
7. „I Need a Man” – 4:21
8. „Put the Blame on Me” – 3:44
9. „Heaven” – 3:28
10. „Wide Eyed Girl” – 3:29
11. „I Need You” – 3:22
12. „Brand New Day” – 3:42

Dodatkowy materiał (reedycja z 2005 roku)
13. „Beethoven” (Extended Philharmonic Version) – 4:31
14. „Shame” (Dance Mix) – 5:38
15. „I Need a Man” (Macho Mix) – 5:55
16. „I Need You” (Live) – 3:26
17. „Come Together” - 3:20

## Twórcy
Eurythmics
- Annie Lennox – śpiew, keyboard, sekwencer
- Dave Stewart – wokal wspierający, gitara, keyboard, sekwencer

Muzycy towarzyszący
- Olle Romo – sekwencer
- Fred DeFaye – miksowanie
- Manu Guiot – miksowanie
- Serge Pauchard – miksowanie
- Claude Pons – miksowanie

## Single
- 1987: „Beethoven (I Love to Listen to)”
- 1987: „Shame”
- 1988: „I Need a Man”
- 1988: „You Have Placed a Chill in My Heart”

## Pozycje na listach
| Kraj              | Pozycja |
| ----------------- | ------- |
| Wielka Brytania   | 7       |
| Stany Zjednoczone | 41      |
| Niemcy            | 23      |
| Szwajcaria        | 10      |
| Austria           | 17      |
| Francja           | 26      |
| Włochy            | 11      |
| Szwecja           | 2       |
| Norwegia          | 10      |
| Australia         | 15      |
| Nowa Zelandia     | 7       |

## Certyfikaty i sprzedaż
| Kraj                      | Certyfikat      | Sprzedaż |
| ------------------------- | --------------- | -------- |
| Australia (ARIA)          | złota płyta     | 35 000+  |
| Francja (SNEP)            | złota płyta     | 100 000+ |
| Kanada (MC)               | platynowa płyta | 100 000+ |
| Nowa Zelandia (RMNZ)      | złota płyta     | 7 500+   |
| Szwajcaria (IFPI Schweiz) | złota płyta     | 25 000+  |
| Szwecja (GLF)             | platynowa płyta | 100 000+ |
| Wielka Brytania (BPI)     | platynowa płyta | 300 000+ |